# Владиславлев, Александр Павлович
Алекса́ндр Па́влович Владисла́влев (21 мая 1936, Москва — 8 ноября 2017, там же) — советский и российский государственный и общественный деятель. Народный депутат СССР, депутат Государственной Думы России 3 созыва. Председатель правления Фонда «Единство во имя России».

## Биография

### Ранние годы
Родился 21 мая 1936 года в Москве в семье служащих. Войну провел в детском доме в Челябинске. Отец погиб на фронте в 1942 году.
Среднюю школу № 1 окончил с золотой медалью. В 1953 году поступил на режиссёрский факультет ВГИКа, однако через некоторое время перешёл в Институт нефтехимической и газовой промышленности им. Губкина, который окончил в 1957 году.

### Карьера
- 1957—1959 гг. — проходил стажировку в Бухарестском институте нефти, газа и геологии (Румыния)[1].
- 1959—1961 гг. — научный сотрудник Московского института нефтехимической и газовой промышленности им. И. М. Губкина[1].
- С 1962 года — на комсомольской работе[1].
- 1964—1974 гг. — старший преподаватель, доцент, проректор в Московском институте нефтехимической и газовой промышленности им. И. М. Губкина. Доктор технических наук (1969)
- С 1974 года — директор Института по проблемам образования[1].
- 1974—1986 гг. — заместитель председателя правления Всесоюзного общества «Знание».
- 1986—1988 гг. — первый заместитель председателя Всесоюзного совета научно-технических обществ.
- С 1987 года — член Всесоюзного центрального совета профессиональных союзов[1].
- 1988—1990 гг. — первый секретарь правления Союза научных и инженерных обществ СССР.
- В 1989 году был избран народным депутатом СССР[1].
- июнь 1990—1991 гг. — вице-президент Научно-промышленного союза СССР[1].
- сентябрь — декабрь 1991 г. — председатель Совета по предпринимательству при Президенте СССР[2].
- ноябрь — декабрь 1991 г. — Первый заместитель министра внешних сношений СССР в ранге министра в пределах его компетенции[3]. Курировал внешнеэкономические связи.
- 1992 г. — член Совета по предпринимательству при президенте России.
- 1992—1995 гг. — первый вице-президент Российского союза промышленников и предпринимателей
- В 1993 году возглавлял избирательный блок «Гражданский союз» на Выборах в Государственную думу.
- В 1995 году возглавлял список партии «Вперёд, Россия!» на Выборах в Государственную думу.
- 1994—1995 гг. — председатель совета директоров АМО «ЗИЛ»[1].
- 1996—1998 гг. — председатель совета директоров АО «Альфа-Цемент»[1].
- 1998—2000 гг. — председатель совета директоров АО «ШТЕРН Цемент».
- С 1999 года — секретарь политсовета Общероссийской политической общественной организации «Отечество»[1].
- 4 февраля 2000[4] — декабрь 2003 г. — депутат Государственной Думы III созыва[1] от блока «Отечество — Вся Россия». Член Комитета ГД по собственности и Комиссии ГД по развитию ипотечного кредитования. Получил мандат Бориса Громова.
- С июля 2001 года — секретарь генерального совета партии «Единство и Отечество»[5].

### Смерть
Скончался 8 ноября 2017 года в московской больнице после падения из окна 2 этажа. Похоронен на Ваганьковском кладбище.

## Личная жизнь
Был женат на певице Карине Лисициан. Есть сын Павел.

## Награды
- Орден Трудового Красного Знамени за участие в освоении целинных земель
- Два ордена «Знак Почёта»